# Diccionari sànscrit-català
El Diccionari sànscrit-català obra d'Òscar Pujol és un diccionari bilingüe unidireccional per traduir mots sànscrits al català editat per Enciclopèdia Catalana el 2006. És el primer diccionari sànscrit-català, així com el primer en una llengua hispànica. La importància d'aquest treball de l'actualització de la lexicografia sànscrita. Ja que és el primer diccionari sànscrit que inclou la doble etimologia. Tant la tradicional dels gramàtics sànscrits i com de la lingüística comparada occidental. Va invertir dotze anys per tal d'elaborar-lo. En Raimon Panikkar l'anomena el Diccionari Pujol.
El diccionari recull 50.000 entrades amb la doble etimologia característica que el fa útil també per a estudiosos del sànscrit encara que no coneguin el català. Per tal de donar informació introductòria al públic no especialitzat algunes entrades de cultura índia (mitologia, ioga, religió, etc) tenen un major caràcter enciclopèdic. Per facilitar-ne l'ús s'ha realitzat una transcripció romanitzada de les paraules.
El 1992 en Nadal Batle essent rector de la Universitat de les Illes Balears va iniciar aquest projecte en un viatge d'intercanvi amb la Jawaharlal Nehru University. Va encarregar aquesta tasca a l'Òscar Pujol, que en aquell moment estava vivint a l'Índia. A partir de llavors vivia dos mesos l'any a Mallorca, com a professor visitant de la universitat, per treballar amb els professors del Departament de Filologia Catalana. Aquest diccionari es va editar el 2006 amb el suport de la Universitat de les Illes Balears, el Govern Balear i la Generalitat de Catalunya. Fins llavors per traduir al català textos sànscrit s'havia de fer consultant diccionaris anglesos o alemanys.